# Sinocnemis henanensis
Sinocnemis henanensis – gatunek ważki z rodziny Priscagrionidae. Jest znany tylko z kilku stanowisk w prowincji Henan we wschodnich Chinach.